# Meroleuca
Meroleuca is een geslacht van vlinders van de familie nachtpauwogen (Saturniidae), uit de onderfamilie Hemileucinae.

## Soorten
- M. bruchi Köhler, 1930
- M. catamarcensis Meister & Brechlin, 2008
- M. decaensi Lemaire, 1995
- M. famula Maassen, 1890
- M. lauta Berg, 1881
- M. lituroides (Bouvier, 1929)
- M. mossi Lemaire, 1995
- M. nata Maassen, 1890
- M. nigra (Dognin, 1913)
- M. raineri Brechlin & Meister, 2008
- M. venosa (Walker, 1855)